# 山东每日新闻报社旧址
36°4′30.8″N 120°19′16.2″E / 36.075222°N 120.321167°E
山东每日新闻报社旧址位于中国山东省青岛市市北区上海路6号（曾用门牌号上海路6号甲），邻近第三公园，建于青岛第二次日占时期（抗战沦陷期），最初为日文《山东每日新闻》报社，曾先后为《青岛兴亚新报》、《民言报》、《青联报》、《胶东日报》报社，1949年改为青岛市工人文化宫的一部分，直至2000年代初拆除。

## 历史
山东每日新闻报社址建于青岛第二次日占时期（1938-1945）。《山东每日新闻》为一家日文报纸，创刊于1933年。1942年2月，《山东每日新闻》与日文《青岛新报》合并为《青岛兴亚新报》，社长小谷节夫，报社设于原山东每日新闻报社址。一楼为编辑部、营业部，二楼为社长室、办公室、礼堂，半地下室为排字间、印刷车间。
1945年日本投降后，《青岛兴亚新报》停刊，国民党接收该报社后于同年10月20日创办《民言报》，为国民党青岛市党部机关报，青岛市党部主任委员葛覃兼任社长，此后曾增设英文版《民言报》（主要服务驻青美军）与《民言晚报》。1948年，因国民政府统治下的青岛成为孤岛，多家报社社长准备转移资产外逃，经《平民报》创办者、国民参政会青岛市参政员张乐古提议，《民言报》、《平民报》、青岛市政府机关报《青岛公报》、第八军机关报《军民日报》、《青岛时报》、《青报》、《青岛晚报》、《民报》实行“八报联合”，于1948年10月31日一并停刊，11月1日合并为《青联报》，报社设于上海路6号民言报社址。
1949年6月2日青岛解放后，中共胶东区党委机关报《胶东日报》报社于6月4日进驻此处，6月5日继续出版，同年12月9日随胶东区党委迁回莱阳县城。年底，该楼交予青岛市总工会筹委会，用于建立青岛市工人俱乐部，并对该楼整修改造，地下印刷车间改造为舞厅，二楼大办公室改为可容纳300余人的影剧室，1950年2月17日在二楼影剧室举行成立大会。1951年5月，青岛市工人俱乐部扩编为青岛市工人文化宫，将附近的原日本陆军俱乐部等处纳入范围内，1952年1月正式成立。该楼此后长期作为工人文化宫图书馆、游艺室、歌舞厅等使用。约2001年，该楼拆除用于建设工人文化宫新楼（文化大厦），2002年建成。